# Martin Rubeš
Martin Rubeš (* 16. September 1996 in Karlovy Vary) ist ein tschechischer Degenfechter.

## Erfolge
Martin Rubeš belegte 2017 in Tiflis im Mannschaftswettbewerb der Europameisterschaften den dritten Platz und sicherte sich so seine erste internationale Medaille. Er gehörte zum tschechischen Aufgebot bei den Europaspielen 2023 in Krakau, wo er in zwei Konkurrenzen an den Start ging. Im Einzel scheiterte Rubeš in der ersten Runde am Schweizer Max Heinzer knapp mit 14:15, während er mit der Mannschaft den sechsten Platz belegte. Ein Jahr darauf verpasste er mit der Mannschaft bei den Europameisterschaften in Basel als Vierter knapp einen Medaillengewinn. Bei den Olympischen Spielen 2024 in Paris schied Rubeš in der Einzelkonkurrenz erneut in der Auftaktrunde aus. Mit 10:14 unterlag er dem Italiener Davide Di Veroli. Wesentlich erfolgreicher verlief der Mannschaftswettbewerb. Gemeinsam mit Jiří Beran, Michal Čupr und Jakub Jurka bezwang er im ersten Gefecht Italien mit 43:38. Das Halbfinale gegen Japan ging zwar mit 37:45 verloren, dank des anschließenden 43:41-Erfolgs gegen Frankreich sicherten sich die Tschechen aber schließlich noch den Gewinn der Bronzemedaille.